# Покотили
Покотили (пол. Pokotyło, рос. Покотилы) — козацько-старшинський, пізніше також дворянський рід.

## Походження
Нащадки Якова Покотила, полковника охочекомоного (1703—1709).

## Опис герба
У блакитному полі золотий півмісяць, супроводжуваний зверху золотим Кавалерським хрестом і знизу золотою зіркою.
Щит увінчаний дворянськими шоломом і короною. Нашоломник: озброєна мечем рука. Намет на щиті червоний, підкладений сріблом.

## Відомі представники
- Фока Покотило (? — †1574) — кошовий отаман Запорозької Січі (1574). Перший морський похід здійснив ще 1572 р. Під час походу на Молдавію здійснив рейд придунайськими містами і зруйнував — Ізмаїл, Кілію і Аккерман.
- Покотило Яків — походив з козаків Гельм'язівській сотні Переяславського полку. Сердюцький полковник в 1700-1709 рр. Його полк мужньо захищав Батуринську фортецю і практично весь загинув. В 1712 р. висланий в Архангельськ. Вважається засновником дворянського роду Покотил.
- Покотило Василь — Бахмацький сотник (1728-1743).
- Покотило Григорій — Кузьминський сотник, (1739, наказний) Веприцький сотник.